# Lvi přicházejí (Richter)
Lvi přicházejí (1969, Die Löwen kommen) je dobrodružný román pro mládež od německého (NDR) spisovatele Götze Rudolfa Richtera.

## Obsah románu
Román se odehrává ve východní Africe v Keni v posledním desetiletí 19. století, konkrétně v letech 1892–1899 Na začátku příběhu se obyvatelé jedné kikujské vesnice ujmou bílého chlapce Jindřicha, jehož rodiče zavraždili členové karavany s otroky. Jindřich se brzy spřátelí se svými vrstevníky, s domorodým chlapcem Ňžomou a dívkou Vaňžirou.
Do vnitrozemí Afriky začíná pronikat stále více a více bělochů z vyspělých kapitalistických zemí (z Velké Británie, Francie a z Německa) ve snaze získat pro sebe co největší část přírodního bohatství země. Podle Kikujů se chovají jako lvi, což jsou stepní lupiči. Táhnou vesnicemi, hrozí domorodcům svými hřmícími troubami (puškami), žádají maso a pivo a dokonce do své pevnosti unášejí děvčata. Přinášejí s sebou bezohlednou touhu po majetku, což vede i k tomu, že poklidný život ve vesnici naruší vražda z touhy po získání půdy. Zločinci se stanou pohůnky bělochů a spolupracují i s lovci otroků.
Postupná kolonizace Afriky zdánlivě přináší do kraje civilizaci, ale ve skutečnosti znamená jen další zotročení Afričanů. Naši hrdinové poznají hrůzy otrokářství a lovů na otroky a také nelidské podmínky v pracovních táborech, zakládaných Angličany. Následná vzpoura domorodců je neúspěšná a mnoho mužů při ní přijde o život, protože jejich oštěpy, luky a šípy se nemohou měřit s moderními palnými zbraněmi.
V kraji se usadí bílý bohatý farmář Mr. King. Jindřich se přestěhuje na jeho farmu a spřátelí se s jeho synem Jeffem. Ňžomo se pak stane v domě na farmě sluhou a brzy pocítí sociální nerovnost mezi ním a bělochy. I Jindřich, který odjíždí s Jeffem studovat na škole v Limuru, se chová k Ňžomovi trochu jinak, když je ve společnosti bělochů.

## Česká vydání
- Lvi přicházejí, Albatros, Praha 1978, přeložila Eva Jílková.